# قصر شنني
قصر شنني هو قصرٌ (قريةٌ محصنة) في تونس، يقع في القرية البربرية شنني بولاية تطاوين.

## موقع القصر و تاريخه
يقع القصر على قمة جبلية تطل على القرية ، بارتفاع حوالي 150 مترًا.
الموقع قديم جدا حيث يرجع تاريخه إلى القرن الثاني عشر ميلادي(590 هـ).
يحتوي القصر على عدد غير محدد (بسبب الحالة المتدهورة للموقع)من الغرفات المنتشرة بشكل رئيسي على طابقين . يعطي هربرت بوب وعبد الفتاح كساح تقديرًا محتملًا لأحتواء القصر في ذروته لأكثر من 200 غرفة.
في 10 جانفي 2020، اقترحت الحكومة التونسية على اليونسكو تصنيف الموقع في قائمة التراث العالمي.

## صور

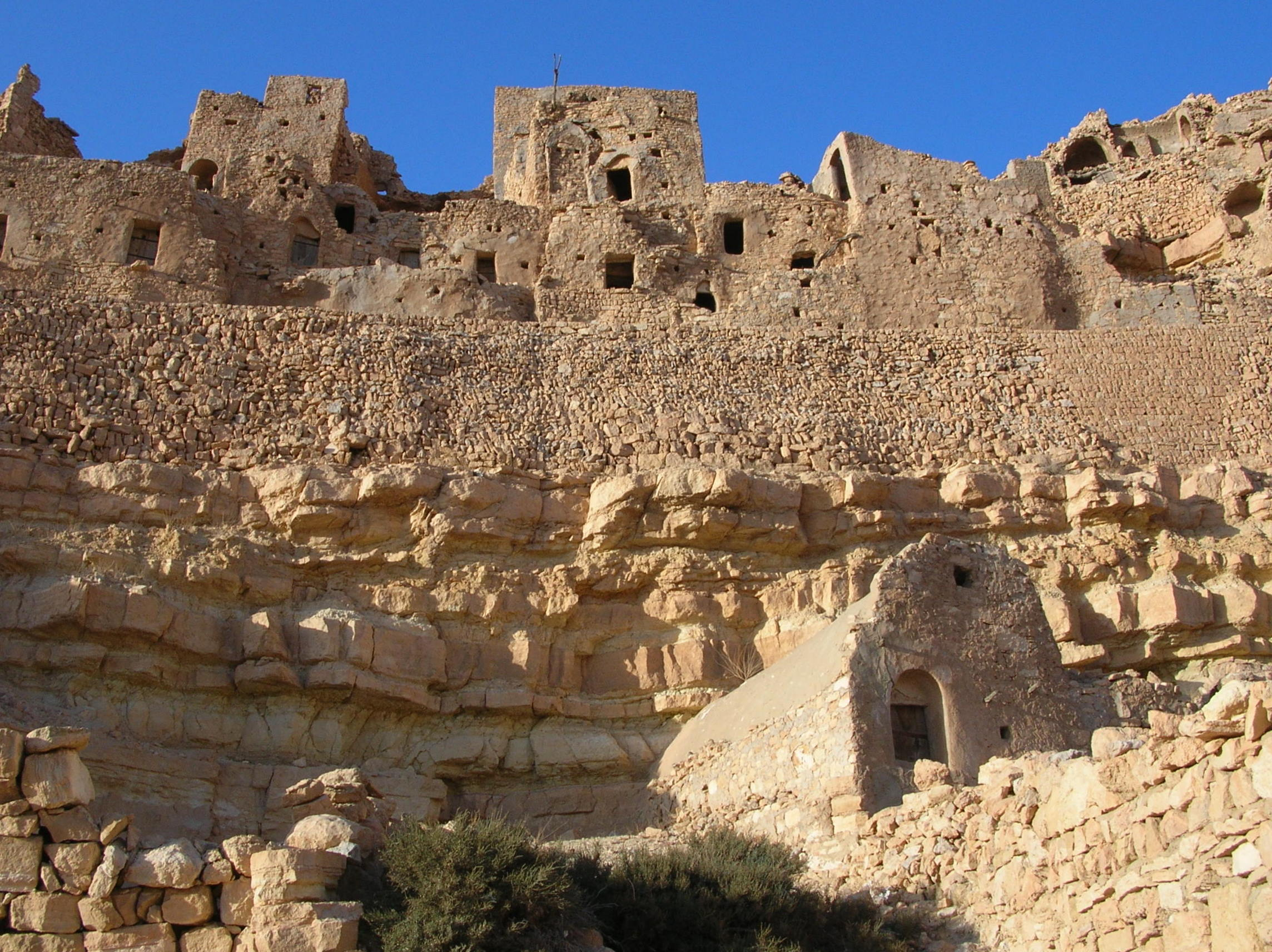
بعض غرف القصر.
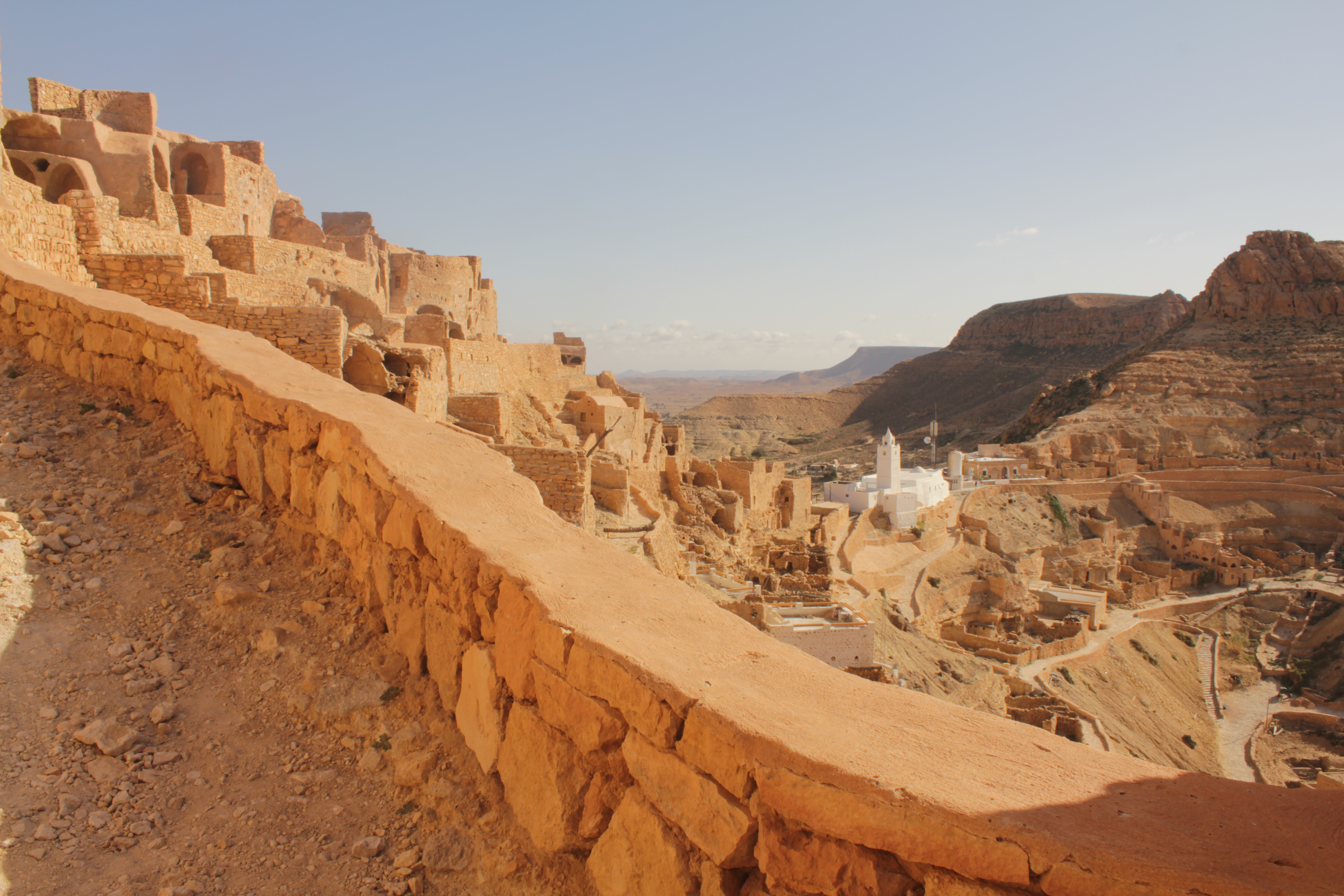
طريق مؤدي إلى القصر.
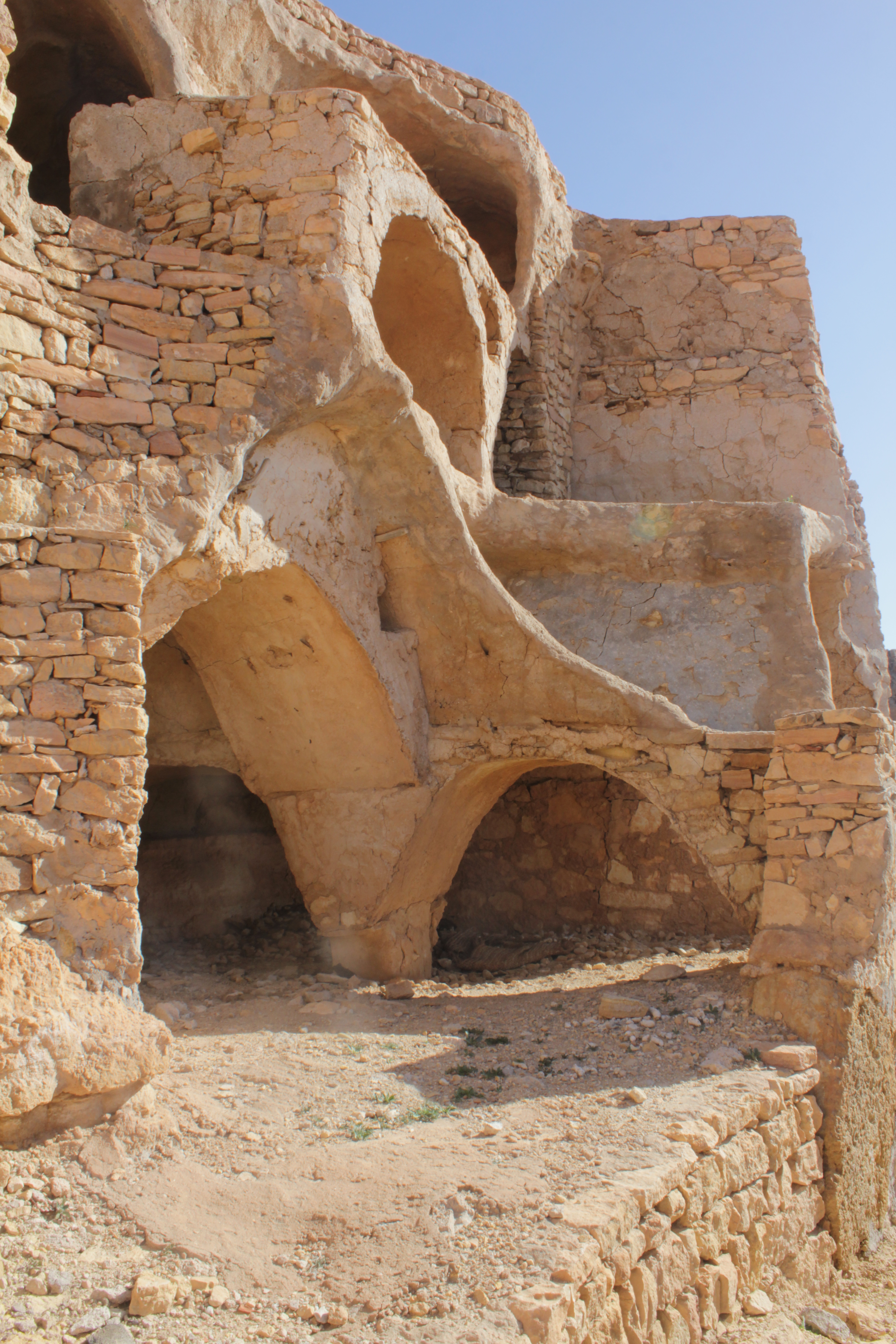
غرف في القصر.
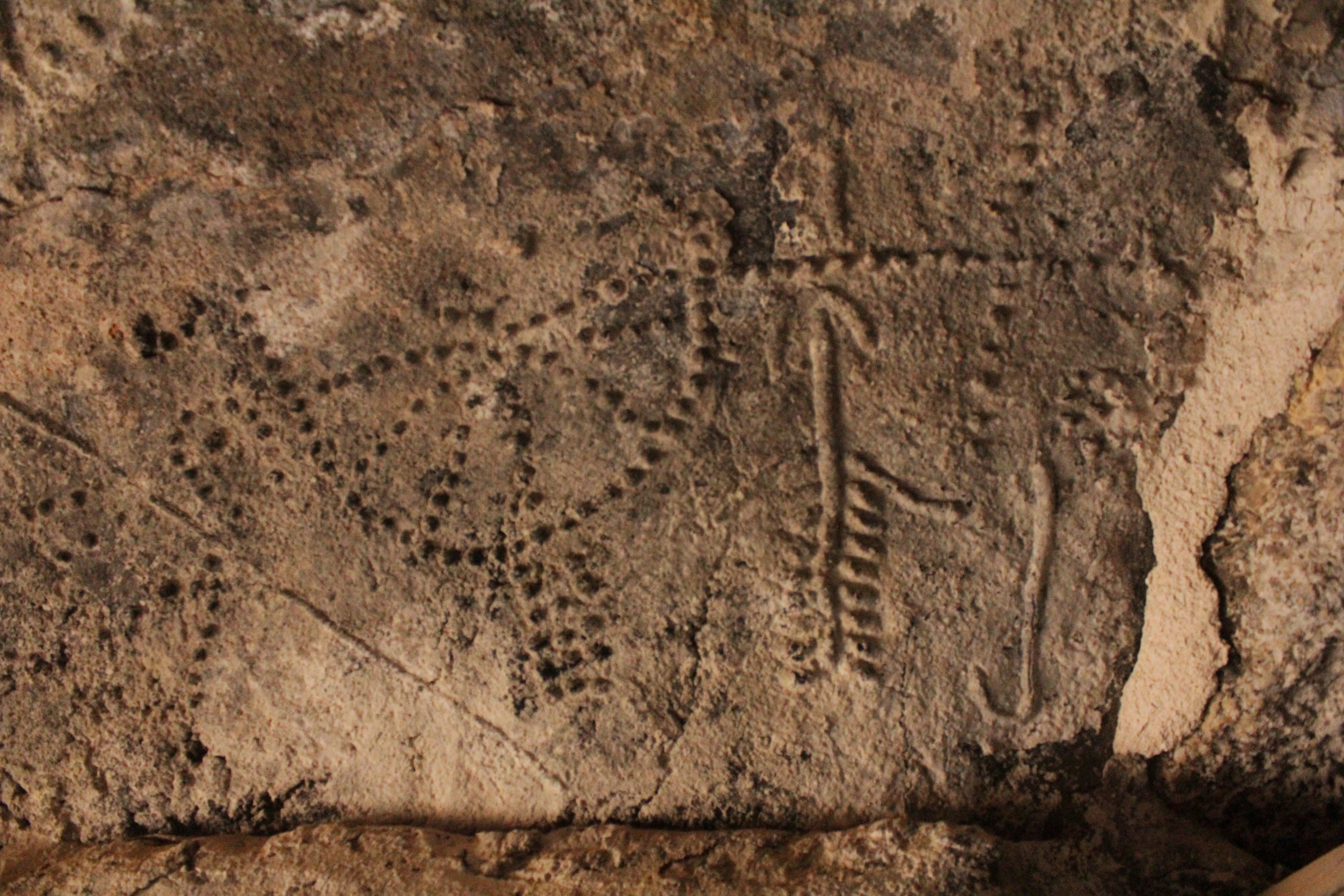
زخرفة داخل غرفة في القصر.